# Kárpáti vízifutrinka
A kárpáti vízifutrinka (Carabus variolosus) a futóbogárfélék családjába tartozó, Közép-Európában honos, ragadozó bogárfaj.

## Megjelenése
A kárpáti vízifutrinka testhossza 23-30 mm. Feje és előháta ráncos és pontozott, előhátának elülső szegélye ívesen homorú. Szárnyfedőinek felülete elsőre rendszertelenül egyenetlennek látszik, de a hosszanti gödörsorokat láncszerű kiemelkedések tagolják. A hímek szárnyfedői a csúcs előtt gyengén beöblösödnek, a nőstényeken pedig erősen kimetszettek. A hímek elülső lábfejének első három íze kiszélesedett és alul sűrűn, kefeszerűen szőrözöttek.        

## Elterjedése
Közép-Európában honos a Kárpátokban, illetve a hozzá kapcsolódó középhegységekben. Délen szórványosan megtalálható Szerbiában és Bulgáriában is. Magyarországon csak a Zemplénben él, a Regéc melletti Kemence-pataknál van a legnagyobb ismert állománya. A Dunától nyugatra a dunántúli vízifutrinka váltja fel, amely külsőre és életmódjában rendkívül hasonló hozzá és néhány szerző egy fajhoz sorolta őket, de egyes morfológiai sajátosságok (a hímivarszerv alakja) és a genetikai analízis alapján külön fajnak tekintendő.        

## Életmódja
Dombvidékek vízparti élőhelyein fordul elő, jellemzően a patakparti égerligetekben, láperdőkben. Napközben és éjjel is aktívak lehetnek. Az imágó és a lárvája is a sekély vízben vadászik különféle vízi rovarokra, vízicsigákra, bolharákokra, lárvákra. Vadászat közben akár húsz percig is képesek víz alatt maradni. A lárvák vadászat közben a felszínen úsznak, csak fejük és toruk merül a vízbe. Nappal a félig vízben álló kövek, fadarabok alatt húzódik meg. Veszély esetén a vízbe menekül, repülni nem képes. Tavasz végén, nyár elején szaporodik. Nyár végén az imágók nyugalomba vonulnak és korhadó égertörzsekben telelnek át.    
Magyarországon védett, természetvédelmi értéke 100 000 Ft.

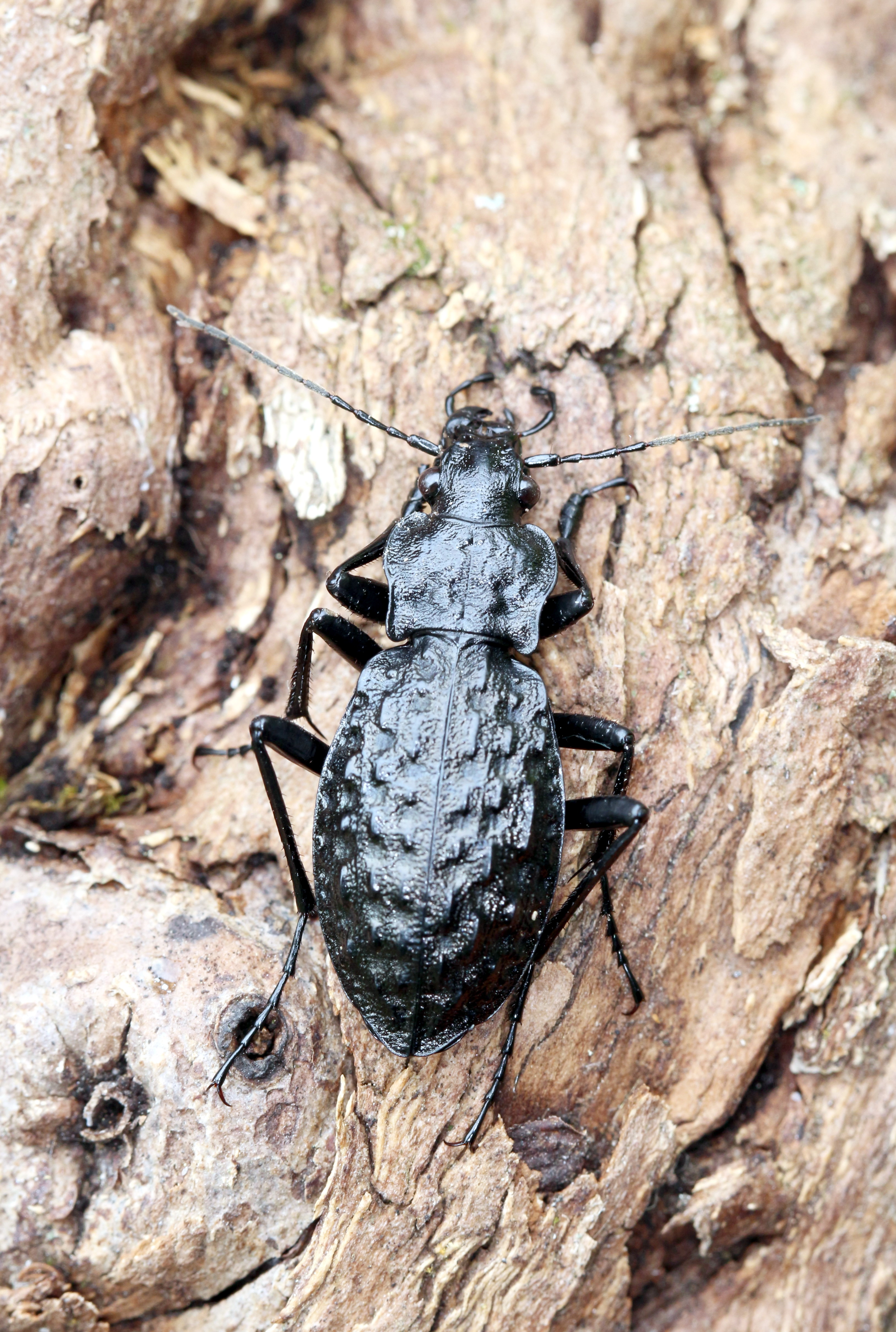
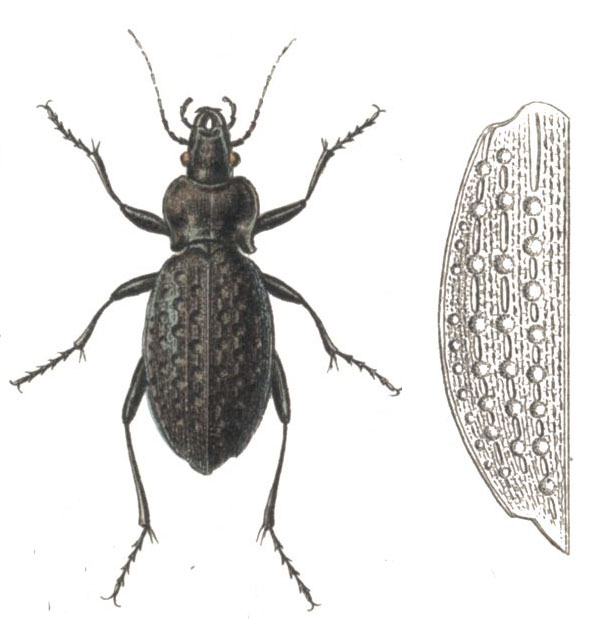
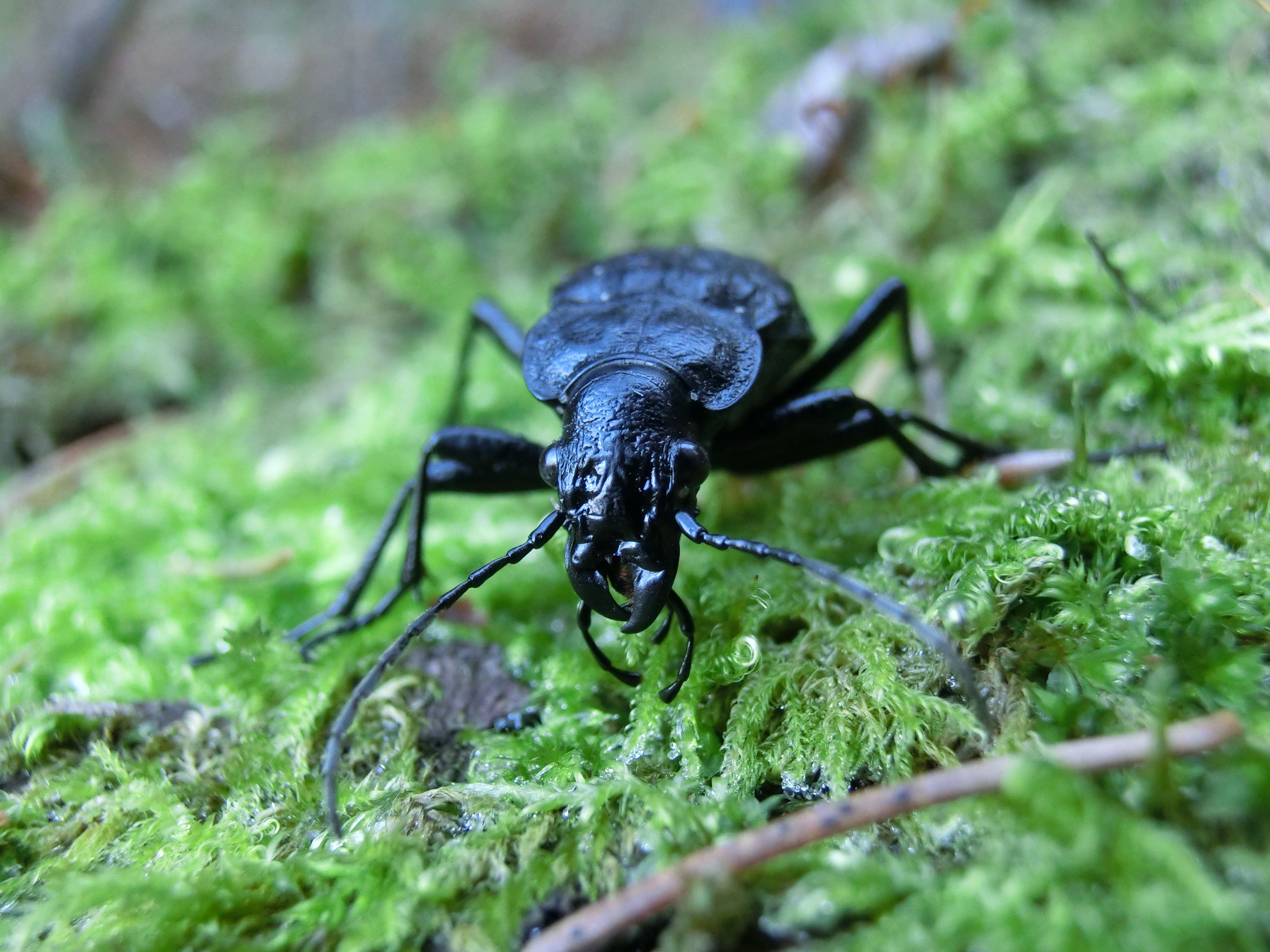
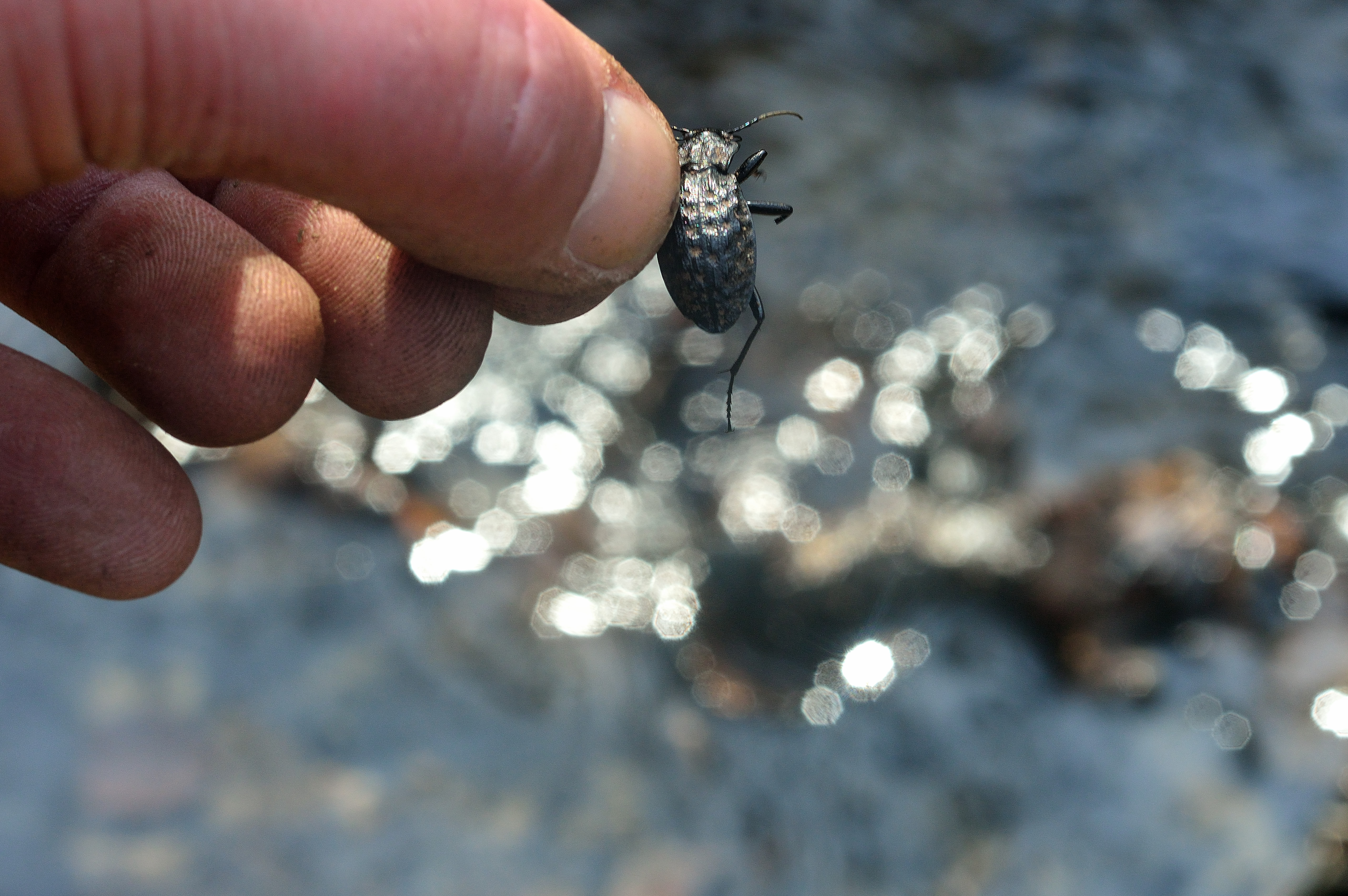